# Mesut Saray
Mesut Saray (* 3. November 1987 in Istanbul) ist ein türkischer Fußballspieler.

## Karriere
Saray begann mit dem Vereinsfußball in seiner Geburtsstadt Istanbul in der Jugend von Zeytinburnuspor und wurde 2005, mit einem Profivertrag versehen, in den Profikader aufgenommen. In seiner ersten Spielzeit kam er auf acht Ligaeinsätze und in der zweiten eroberte er sich gleich zu Saisonbeginn einen Stammplatz. 2007 wechselte er als Profispieler zum damaligen Drittligisten Çanakkale Dardanelspor. Hier spielte er ab der ersten Spielzeit in der Startformation. Zum Ende der Saison 2008/09 stieg Dardanelspor als Play-off-Sieger der TFF 2. Lig in die TFF 1. Lig auf. Nachdem seine Mannschaft zum Ende der nachfolgenden Saison den Klassenerhalt verpasst hatte, stieg er mit ihr wieder in die TFF 2. Lig ab. In der darauffolgenden Spielzeit stieg der Verein gar in die TFF 3. Lig ab.
Nach dem Abstieg Dardanelspors in die TFF 3. Lig wechselte Saray zusammen mit seinem Teamkollegen Murat Özavcı zum Zweitligisten Tavşanlı Linyitspor. Nach der Saison 2012/13 wurde der Vertrag in beidseitigem Einverständnis aufgelöst.
Zum Sommer 2013 heuerte er beim Ligakonkurrenten Adana Demirspor an. Diesen Klub verließ er zur Saison 2015/16 und wechselte anschließend zum Zweitligisten Elazığspor. Nach zwei Jahren für Elazığspor wurde er im Sommer 2017 vom Drittligisten Bandırmaspor verpflichtet.

## Erfolge
Mit Dardanelspor
- Play-off-Sieger der TFF 2. Lig und Aufstieg in die TFF 1. Lig: 2008/09